# Lobelia irasuensis
Lobelia irasuensis là loài thực vật có hoa trong họ Hoa chuông. Loài này được Planch. & Oerst. mô tả khoa học đầu tiên năm 1858.